# Kaliwungu (Mandiraja)
Kaliwungu is een bestuurslaag in het regentschap Banjarnegara van de provincie Midden-Java, Indonesië. Kaliwungu telt 3479 inwoners (volkstelling 2010).